# Rhytidophyllum minus
Rhytidophyllum minus är en tvåhjärtbladig växtart som beskrevs av Ignatz Urban. Rhytidophyllum minus ingår i släktet Rhytidophyllum och familjen Gesneriaceae. Inga underarter finns listade i Catalogue of Life.